# Франц Кресе
Франц Кресе — Чобан (Богнеча вас, код Требња, 7. март 1919 — Љубљана, 19. октобар 1980), учесник Народноослободилачке борбе, друштвено-политички радник СФР Југославије и СР Словеније и народни херој Југославије.

## Биографија
Рођен је 7. марта 1919. године у Богнечој васи, код Мокронога, Требње, у породици сељака и радника. Како му је отац 1927. године отишао за зарадом у Аргентину, Франц се већ у раној младости морао сам издржавати. После завршених пет разреда основне школе на Требелном, похађао је годину дана класичну гимназију у Шентвиду, над Љубљаном. Пошто није имао финансијских средстава, морао је да напусти школу, па је гимназију завршио тек после ослобођења. Године 1937. запослио се као пастир и затим као радник на велепоседу Хмељник. Одатле је, 1939. године, отишао у Љубљану и повремено се запошљавао на разним градилиштима, а зими у шумама. Војни рок је одслужио у брдској пешадији, где је био митраљезац. У данима расула Југословенске војске био је, на путу из Карловца кући, заробљен, али је успео да побегне у родни крај, где се запослио као шумарски радник.
Убрзо се придружио Освободилној фронти, разносио „Словенски порочевалец“, у октобру 1941. носио храну партизанској чети и био њен водич. 2. марта 1942. године, ступио је у Прву чету Долењског партизанског батаљона. Прво је био борац, а затим митраљезац. Учествовао је у многим нападима на италијанске положаје, нарочито у борби код Св. Крижа. У априлу је постао пратилац и курир команданта Пете групе одреда. Члан Комунистичке партије Југославије (КПЈ) постао је 20. јуна 1942. године.
Од јуна до септембра 1942. године, био је обавештајац Другог батаљона Кршког НОП одреда, до новембра обавештајац Трећег батаљона 4. словеначке бригаде, до децембра 1942. обавештајац Источнодолењског НОП одреда, а до фебруара 1943. обавештајац 5. словеначке бригаде „Иван Цанкар“. У то време се истакао у борби за Шкоцјан, код Дворишча и Добич–Прекришки, и нарочито у Јеленовом жлебу, где је бомбама пробио италијански положај и запленио тешку „бреду“, више пушака и пиштоља. До јула 1943. био је обавјештајац Прве долењске оперативне зоне, до августа обавештајац Петнаесте дивизије НОВЈ и заменик команданта Другог батаљона 4. словеначке бригаде. У то време је учествовао у нападу на белогардистичко упориште у Плетерју и у борбама за Жужемберк, Села и Шумперк.
Пред капитулацију Италије, постао је командант Другог батаљона 4. словеначке бригаде, и с њим извео више самосталних акција код Тржишча, Малковца и Телча. Нарочито се истакао у рушењу железничке пруге Требње–Ново Место и Требње–Велика Лока, и у борби за Мирну Печ, као и у сукобима с белогардистима код Костањевице. Крајем септембра 1943. године, постао је командант Четрнаесте словеначке бригаде и с њом је напао немачки утврђени положај рта Бучки и запленио много оружја. У почетку Немачке офанзиве, бригада је прикључена Осамнаестој дивизији НОВЈ, и Франц Кресе ју је водио у тешким борбама код Брода на Купи.
Новембра и децембра 1943. године, био је помоћник начелника обавештајног центра Главног штаба НОВ и ПО Словеније, а затим је месец дана био на вишем партијском течају, па до марта 1944. године, начелник обавештајног центра Седмог корпуса НОВЈ. По сопственој молби, премештен је за начелника Штаба 4. словеначке бригаде и био у борбама за Трску гору, Картељево, у нападу на Штампетов мост и у Сливници. Јуна 1944. године, постао је командант Дванаесте словеначке бригаде и водио је у борбама код Босиљева, Тешких Вода и у Сухој крајини, где је 28. јула 1944. био тешко рањен. Ампутирана му је нога и послат је на лечење у југословенску базу у јужној Италији. После оздрављења, дошао је у Београд и тамо је радио у Штабу Корпуса народне одбране Југославије (КНОЈ).

### Послератни период
Маја 1945. године је постао председник Суда за Прекомурско војно подручје, у јулу командант гарнизона у Мурској Соботи, а до маја 1946. командант школе Друге дивизије КНОЈ-а и инспектор у тој дивизији, и потоњи мајор Управе државне безбедности (УДБ) за Словенију.
Био је и председник Главног одбора Удружења ратних војних инвалида Словеније и члан Извршног одбора Централног одбора Савеза ратних војних инвалида Југославије. Од 1958. био је секретар Општинског комитета Савеза комуниста Словеније Љубљана–Вич, а од 1959. до 1969. године управник Музеја револуције у Љубљани.
Био је републички посланик, члан Главног одбора ССРН Словеније, члан Главног одбора Савеза бораца НОР Словеније и председник њене Комисије за децу палих бораца, члан Савета Завода за рехабилитацију инвалида, члан Савета Медицинског факултета и других самоуправних органа, као и члан Савета Социјалистичке Републике Словеније. Био је резервни потпуковник ЈНА.
Умро је 19. октобра 1980. године у Љубљани, где је и сахрањен.
Носилац је Партизанске споменице 1941. и осталих југословенских одликовања међу којима су — Орден партизанске звезде са сребрним венцем, Орден заслуга за народ са сребрним зрацима, Орден братства и јединства са сребрним венцем, Орден рада са златним венцем и Орден за храброст. Орденом народног хероја одликован је 27. новембра 1953. године.